# Port St. Joe
Port St. Joe é uma cidade localizada no estado norte-americano da Flórida, no condado de Gulf, do qual é sede. Foi incorporada em 1913.

## Geografia
De acordo com o United States Census Bureau, a cidade tem uma área de 31,3 km², onde 24,4 km² estão cobertos por terra e 6,8 km² por água.

## Demografia
Segundo o censo nacional de 2010, a sua população é de 3 445 habitantes e sua densidade populacional é de 140,9 hab/km². É a localidade mais populosa e a mais densamente povoada do condado de Gulf. Possui 1 868 residências, que resulta em uma densidade de 76,4 residências/km².